# Caudron Type O
Le Caudron Type O est un biplan de course aérien français monoplace qui a volé pour la première fois en 1914.

## Histoire
Construit par Gaston Caudron dans les premiers mois de 1914, le Type O au début de sa vie, a acquis le surnom de la « boîte à savon », vraisemblablement à cause d'un empennage cubique ou parallélépipédique. 
En mai 1914, remotorisé et avec un nouvel empennage, il est piloté par Pierre Chanteloup (1890-1976) dans une course au bois de Boulogne à Paris. En juin, il a volé à Vienne. 
En septembre, un mois après le déclenchement de la Première Guerre mondiale, il est remis aux militaires français.

## Description
Le Type O était un biplan à une seule baie sans décalage entre les 2 ailes. Celles-ci rectangulaires et de même envergure ou d'envergures différentes selon d'autres sources  étaient constituées de deux longerons en bois et recouvertes de tissu.
Les deux plans étaient souples, seul le tiers avant étant rigide. Le Type O utilisait le gauchissement des ailes plutôt que les ailerons pour le contrôle latéral.
De chaque côté, il y avait deux paires d'entretoises interplans parallèles joignant les longerons, l'une extérieure et l'autre traversant le fuselage entre les sections centrales. L'aile supérieure était placée bien au-dessus du fuselage et l'aile inférieure un peu en dessous. Les paires de diagonales croisées habituelles en corde à piano renforçaient les baies.
Lorsqu'il a volé pour la première fois dans les premières semaines de 1914, il était propulsé par un moteur 6 cylindres en étoile Anzani semi-capoté entrainant une hélice bipale.  Il y avait deux versions de ce moteur avec des encombrements et des puissances différents; un 45 ch (33 kW) correspondant à la version la plus petite, et un 50 ch (37 kW) ou 60 ch (44 kW) pour le plus gros moteur. 

Logo de la Société du carburateur Zénith.

Toutefois, en mai 1914, il volait avec le très répandu 10 cylindres en étoile Anzani de 100 ch (74 kW) non capoté (ou 90 ch).
Sur ce remarquable moteur 10 cylindres disposés en étoile, la surface extérieure des cylindres comportait des ailettes pour le passage de l'air de refroidissement. 
Deux tuyaux d'échappement semi-circulaires reliaient cinq cylindres de chaque côté, au niveau de la culasse. Chaque cylindre comportait une soupape d'admission automatique et une soupape d'échappement à bascule. L'alimentation en carburant était confiée à un carburateur Zénith situé à l'arrière du moteur. Une hélice bipales en bois était clavetée sur le moyeu relié à l'arbre rotatif.
Le fuselage a été récupéré sur l'un des premiers monoplans de Caudron, les très similaires Types M et N. 
Il a été construit autour d'une poutre en treillis de frêne de section carrée devenant plus effilée vers l'arrière. Des membrures donnait au fuselage recouvert de tissu une section transversale plus arrondie. Un cockpit ouvert et monoplace était placé sous le bord de fuite de l'aile. Selon les sources, la longueur de l'aéronef était de 7 m ou de 5 m.
Quand il a volé pour la première fois, le Type O avait une dérive verticale presque carrée avec peu ou pas d'aileron et un grand gouvernail descendant jusqu'à la quille. La queue horizontale, étroite et avec un bord d'attaque droit et non balayé, était montée sur le dessus du fuselage, de sorte que le gouvernail fonctionnait dans une découpe de la gouverne de profondeur. 

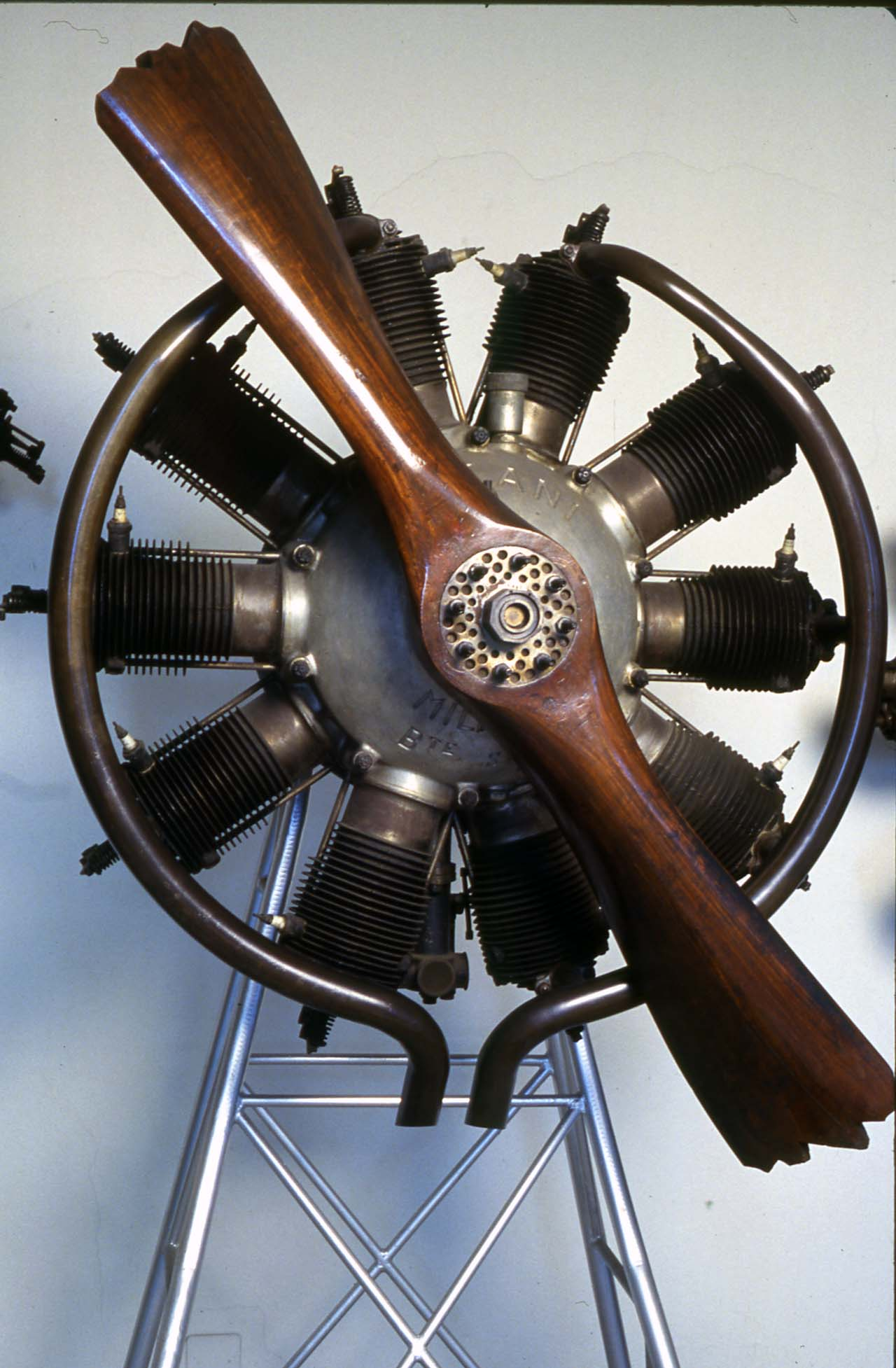
Le 10 cylindres Anzani dans un musée Milanais (Italie).

Plus tard dans l'année, l'avion, désormais motorisé par l'Anzani de 100 ch et un fuselage modifié sur l'avant, possédait une queue très différente avec une dérive plus grande qui avait un long bord d'attaque incurvé, son contour continuant dans celui d'un gouvernail large et profond. Il peut également y avoir eu des modifications de l'aile.
Le Type O avait un train d'atterrissage « à essieu brisé » similaire à celui des Morane-Saulnier tout en acier soudé, avec un patin arrière et une paire de roues principales à rayons sur des essieux séparés. Ceux-ci étaient articulés à partir du centre d'une tige transversale montée sur quatre entretoises longitudinales en V, disposées comme un W inversé à partir des entretoises inter-plans intérieures sous le fuselage. Des ressorts en caoutchouc amortissaient les roues à l'atterrissage.